# Linia kolejowa Grundhof – Dillingen / Beaufort
Kolej Grundhof – Dillingen / Beaufort (luks. Linn Grondhaff – Dillingen / Beefort, fr. Ligne Grundhof – Dillingen / Beaufort) – rozebrana, jednotorowa wąskotorowa linia kolejowa o długości 6,70 i 7,367 km w Luksemburgu o rozstawie szyn 1000 mm, łącząca stację normalnotorową Grundhof (linia Ettelbruck – Diekirch – Wasserbillig) z Beaufort (Beefort) i Dillingen.

## Historia
Prace przygotowawcze rozpoczęto od budowy w miejscu zwanym Saueracht zbiornika wodnego, który posłużył do zasilania w wodę lokomotyw oraz stacji wąskotorowej Grundhof. Ruch towarowy został zainaugurowany 4 listopada 1904 na linii do Dillingen, a pasażerski 5 listopada 1911 do stacji Beaufort (czas jazdy pociągu pasażerskiego w 1947 wynosił 30 minut). 1 marca 1918 rozbudowano sieć do kamieniołomu wybudowanego przez Montfort w lesie, w pobliżu Dillingen. 4 kwietnia 1918 uruchomiono pochylnię Kosselt – Saueracht do transportu drewna i kamieni. Ruch na linii zlikwidowano 2 maja 1948.

## Charakterystyka linii
| Stacja/punkt                 | Kilometraż | Wysokość n.p.m. |
| ---------------------------- | ---------- | --------------- |
| Grundhof                     | 0,224      | 172             |
| Nawrót 1                     | 1825       | 216             |
| Nawrót 2                     | 3130       | 249             |
| Nawrót 3                     | 5537       | 322             |
| Odgałęzienie do Beaufort     | 5400       | –               |
| Odgałęzienie do kamieniołomu | 5420       | –               |
| Najwyższy punkt na linii     | –          | 369,37          |
| Beaufort                     | 7255       | 368             |
| Koniec linii                 | 7367       | –               |

Największe nachylenie podłużne linii wynosiło 35 mm na metr. 77% linii przebiegało po rampach. Maksymalna prędkość pociągów towarowych wynosiła 15 km/h. Maksymalna długość pociągu (bez lokomotywy) wynosiła 60 metrów. Zabronione było jednoczesne poruszanie się po linii dwóch pociągów. Pociągi były osłaniane przez 2 wagony towarowe, z wyjątkiem odcinka pomiędzy trzecim nawrotem, a kamieniołomami. Podczas jazdy pociągi były hamowane za pomocą hamulca Westinghouse. Dla pełnego bezpieczeństwa hamulce śrubowe wagonów towarowych musiały być stale włączone podczas jazdy pociągów i musiały być natychmiast serwisowane, jeśli hamulec pneumatyczny nie działał. W kierunku Beaufort pociągi towarowe musiały być wyłącznie pchane, a w kierunku Grundhof wyłącznie ciągnięte. Aby spełnić te wymagania, lokomotywa musiała zmieniać czoło przy każdym nawrocie na trasie. Pociągi pasażerskie na odcinku Grundhof – Beaufort były ciągnięte z Grundhof do pierwszego nawrotu, pchane od pierwszego do drugiego nawrotu, ciągnięte od drugiego do trzeciego nawrotu i pchane od trzeciego nawrotu do Beaufort. Z Beaufort do Grundhof odjazd odbywał się lokomotywą na końcu składu, a tym samym pozostawała ona stale przyczepiona w tym miejscu i docierała do stacji Grundhof na czele składu. Na obu końcach pociągów znajdowały się również dwa wagony towarowe (osłonowe). W obu końcach składu znajdowali się konduktor i pracownik techniczny, obaj trzymający hamulce śrubowe. Tych dwóch hamulców nie można było w żadnym wypadku porzucić. Kontrola biletów odbywa się zatem przed wyjazdem.

## Tabor
Na sieci służyły m.in. dwie lokomotywy parowe 030 T PH seria N o numerach 311 i 312. Ich producentem był La Meuse (1904, numery fabryczne: 1848, 1849, później CFL o numerach 361, 362). Przewoźnik dysponował trzema wagonami pasażerskimi mieszanymi z 24 miejscami, dwoma wagonami pasażerskimi i dwoma zamkniętymi wagonami do pociągów towarowych.